# Harmanliiska reka
Harmanliiska reka este o arie protejată (arie de protecție specială avifaunistică — SPA) din Bulgaria întinsă pe o suprafață de 4.889 ha, integral pe uscat.

## Localizare
Centrul sitului Harmanliiska reka este situat la coordonatele 41°54′48″N 25°49′57″E / 41.9133°N 25.8325°E.

## Înființare
Situl Harmanliiska reka a fost declarat arie de protecție specială avifaunistică în martie 2007 pentru a proteja 7 specii de animale.

## Biodiversitate
Situată în ecoregiunea continentală, aria protejată nu include niciun habitat protejat.
La baza desemnării sitului se află mai multe specii protejate de  păsări (7): acvilă țipătoare mică (Aquila pomarina), ciocârlie-cu-degete-scurte (Calandrella brachydactyla), presură de grădină (Emberiza hortulana), Hippolais olivetorum, sfrâncioc roșiatic (Lanius collurio), ciocârlie de pădure (Lullula arborea), ciocârlie de bărăgan (Melanocorypha calandra)
Pe lângă speciile protejate, pe teritoriul sitului au mai fost identificate 2 specii de păsări.